# Brakelse Heide
De Brakelse Heide (ook: Brakelsche Heide) is een particulier landgoed van 45 ha dat is gelegen ten zuiden van Riel. De naam komt van de ten noorden ervan gelegen buurtschap Brakel, waarvan de bewoners vroeger de heide benutten. Het gebied behoorde tot 1798 tot de hove ter Braken, eigendom van de Abdij van Tongerlo.
Het bestaat tegenwoordig uit een voormalig heidegebied dat beplant is met naaldhout, Amerikaanse eik en rododendron. Eigenaar is de familie Van Lidth de Jeude.
Het gebied sluit aan op het Riels Hoefke, en in het oosten op het dal van de Lei met het Riels Laag. Aan de overzijde daarvan ligt de Regte Heide.